# کوروتس‌ها

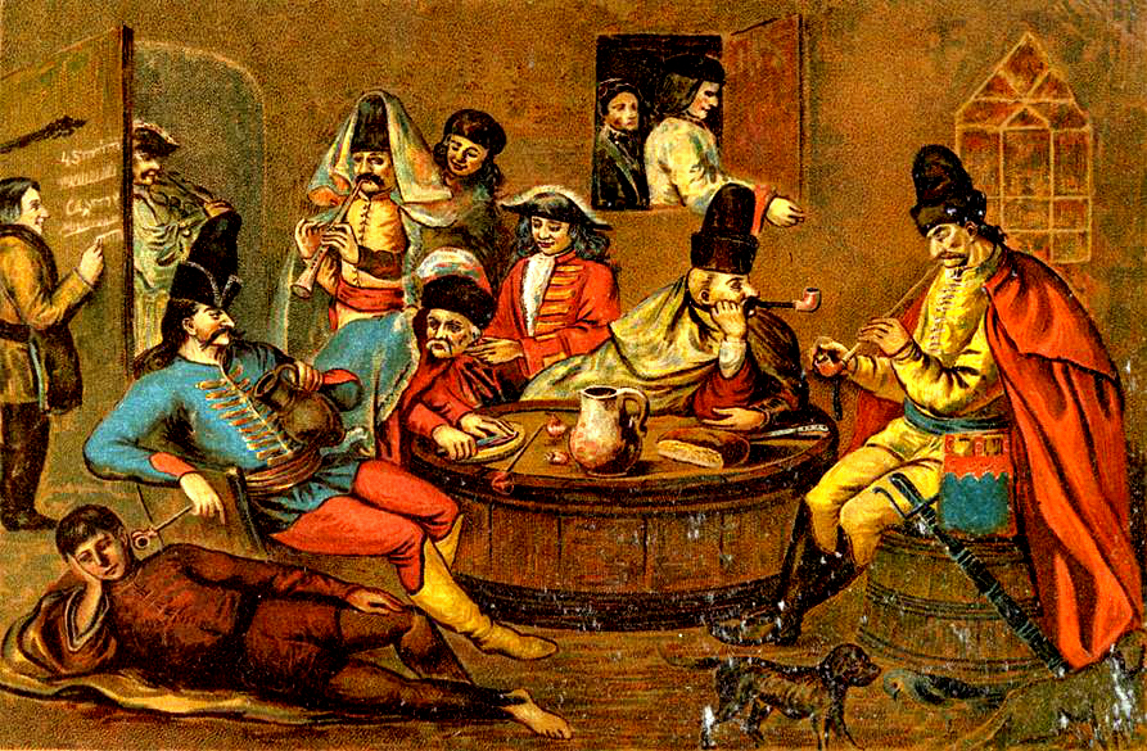
کوروتس‌ها در حال نوشیدن، چپق کشیدن و شنیدن موسیقی، سال ۱۷۰۰، نقاشی رنگ روغن، هنرمند ناشناس

به سربازان ضد هابسبورگ و حامیانشان در پادشاهی مجارستانِ قرن هفده و هجده کوروتس (به مجاری: Kurucok جمع Kuruc) گفته می‌شد. در جنگ استقلال راکوتسی به‌طور رسمی نام شورشگر و غیررسمی کوروتس به کار می‌رفت. کوروتس‌ها جماعتی از رعیت پروتستان مجاری و بعضاً بسیاری اسلاو بودند.

## خاستگاه
ریشه نام کوروتس ناشناخته است و صرفاً به شورشگر، پارتیزان یا مخالفان گفته می‌شد، اگرچه تا چندی آن را مربوط به واژهٔ crusade یعنی مبارزان جنگ‌های صلیبی می‌انگاشتند.
بیگلربیگی اِگِر در ۱۶۷۱ اشرافیان سابق و فراری پادشاهی مجارستان را با این نام می‌خواند و این نام تا ۱۷۱۱ گسترش زیادی یافت تا حدی که در متون مجاری، اسلواکی و ترکی برای اشاره به شورشگران مجار و شمال ترانسیلوانی به کار می‌رفت.
اصطلاح مقابل کوروتس، لابانتس‌ها بودند که به اتریشی‌ها و هواداران آنان گفته می‌شد. لابانتس که از واژهٔ مشابه مجاری به معنای مو بلند گرفته‌شده، اشاره به کلاه‌گیس اتریشی‌ها داشت.

## کاربردهای معاصر
کوروتس. اینفو یک وبگاه راستگرا و ملی‌گرای مجارستان است.

## یادداشت
1. ↑  kuruc.info